# Pavel Mareš
Pavel Mareš (Zlín, 18 gennaio 1976) è un ex calciatore ceco, di ruolo difensore.

## Carriera

### Club
Cresce alla Iskra Football School, prima di entrare nel FC Iskra Ostrokovice e nel FC Banik Ratiskovice. La sua definitiva consacrazione arriva nel 2003, in corrispondenza del suo approdo in Russia nello Zenit San Pietroburgo. Debutta con la sua nuova squadra il 15 marzo 2003, contro il Saturn, partita in cui si gioca laterale sinistro, agendo sia in fase difensiva, sia in quella offensiva, poiché bravo nel supportare le azioni dei compagni e nel colpire la palla di testa, sfruttando i suoi centimetri.
Nel 2006, in agosto, Pavel è stato vicinissimo al trasferimento nel campionato inglese con il Bolton: a causa di alcuni guai fisici, non ha superato la visita medica, episodio che non gli ha permesso di concludere il trasferimento. Marca un gol al suo ritorno allo Zenit San Pietroburgo, nella partita contro il Lokomotiv Mosca.
Nel gennaio 2007, Mareš lascia lo Zenit per potersi accasare allo Sparta Praga.
Nel 2009 dopo solo 2 presenze lascia Praga, passa al Vysočina Jihlava prima di accasarsi al Viktoria Zizkov.

### Nazionale
A livello internazionale, Pavel ha collezionato dieci presenze con la nazionale ceca, con la quale è arrivato 3º al campionato d'Europa 2004. È stato convocato per il campionato del mondo 2006 in Germania sorprendendo tutti, in quanto aveva collezionato ben poche presenze sino ad allora.

## Statistiche

### Cronologia presenze e reti in nazionale
| Cronologia completa delle presenze e delle reti in nazionale ― Rep. Ceca | Cronologia completa delle presenze e delle reti in nazionale ― Rep. Ceca | Cronologia completa delle presenze e delle reti in nazionale ― Rep. Ceca | Cronologia completa delle presenze e delle reti in nazionale ― Rep. Ceca | Cronologia completa delle presenze e delle reti in nazionale ― Rep. Ceca | Cronologia completa delle presenze e delle reti in nazionale ― Rep. Ceca | Cronologia completa delle presenze e delle reti in nazionale ― Rep. Ceca | Cronologia completa delle presenze e delle reti in nazionale ― Rep. Ceca |
| Data                                                                     | Città                                                                    | In casa                                                                  | Risultato                                                                | Ospiti                                                                   | Competizione                                                             | Reti                                                                     | Note                                                                     |
| ------------------------------------------------------------------------ | ------------------------------------------------------------------------ | ------------------------------------------------------------------------ | ------------------------------------------------------------------------ | ------------------------------------------------------------------------ | ------------------------------------------------------------------------ | ------------------------------------------------------------------------ | ------------------------------------------------------------------------ |
| 12-2-2002                                                                | Larnaca                                                                  | Rep. Ceca                                                                | 2 – 0                                                                    | Ungheria                                                                 | Amichevole                                                               | -                                                                        |                                                                          |
| 13-2-2002                                                                | Nicosia                                                                  | Cipro                                                                    | 3 – 4                                                                    | Rep. Ceca                                                                | Amichevole                                                               | -                                                                        | 90’                                                                      |
| 28-4-2004                                                                | Praga                                                                    | Rep. Ceca                                                                | 0 – 1                                                                    | Giappone                                                                 | Amichevole                                                               | -                                                                        | 46’                                                                      |
| 2-6-2004                                                                 | Praga                                                                    | Rep. Ceca                                                                | 3 – 1                                                                    | Bulgaria                                                                 | Amichevole                                                               | -                                                                        | 72’                                                                      |
| 6-6-2004                                                                 | Teplice                                                                  | Rep. Ceca                                                                | 2 – 0                                                                    | Estonia                                                                  | Amichevole                                                               | -                                                                        | 46’                                                                      |
| 23-6-2004                                                                | Odivelas                                                                 | Germania                                                                 | 1 – 2                                                                    | Rep. Ceca                                                                | Euro 2004 - 1º turno                                                     | -                                                                        |                                                                          |
| 18-8-2004                                                                | Praga                                                                    | Rep. Ceca                                                                | 0 – 0                                                                    | Grecia                                                                   | Amichevole                                                               | -                                                                        | 62’                                                                      |
| 12-10-2005                                                               | Helsinki                                                                 | Finlandia                                                                | 0 – 3                                                                    | Rep. Ceca                                                                | Qual. Mondiali 2006                                                      | -                                                                        |                                                                          |
| 30-5-2006                                                                | Liberec                                                                  | Rep. Ceca                                                                | 1 – 0                                                                    | Costa Rica                                                               | Amichevole                                                               | -                                                                        | 46’                                                                      |
| 3-6-2006                                                                 | Praga                                                                    | Rep. Ceca                                                                | 3 – 0                                                                    | Trinidad e Tobago                                                        | Amichevole                                                               | -                                                                        | 79’                                                                      |
| Totale                                                                   |                                                                          | Presenze                                                                 | 10                                                                       |                                                                          | Reti                                                                     | 0                                                                        |                                                                          |

## Palmarès

### Club

#### Competizioni nazionali
- Campionato ceco: 1

Sparta Praga: 2002-2003
- Kubok Prem'er-Liga: 1

Zenit: 2003
- Coppa della Repubblica Ceca: 2

Sparta Praga: 2006-2007, 2007-2008